# Marguerite Gachet przy pianinie
Marguerite Gachet przy pianinie (hol. Marguerite Gachet aan de piano, ang. Marguerite Gachet at the Piano) – obraz Vincenta van Gogha (Nr kat.: F 772, JH 2048) namalowany w czerwcu 1890 podczas pobytu w miejscowości Auvers-sur-Oise. 

## Historia
20 maja 1890 Vincent van Gogh przyjechał do Auvers-sur-Oise. Przedtem przebywał w Paryżu w celu konsultacji medycznych w klinice doktora Paula Gacheta. Plany te uległy jednak zmianie i z doktorem artysta spotkał się w Auvers-sur-Oise. Gachet był w tym czasie 61-letnim wdowcem. Miał córkę Marguerite (w wieku ok. 20 lat) i syna Paula (16 lat). Interesował się malarstwem, a jego ściany zdobiły dzieła impresjonistów: Renoira, Moneta, Pisarro, Cézanne'a i innych. Kontakt ich obu ułatwiał fakt, iż Gachet znał również język holenderski. Obaj wkrótce się zaprzyjaźnili, o czym Vincent nie omieszkał poinformować Theo. W czerwcu 1890 van Gogh namalował Portret doktora Gacheta w dwóch wersjach oraz wykonał jedną akwafortę z jego podobizną. Namalował też wówczas dwa obrazy przedstawiające córkę doktora, Marguerite, z których jeden ukazuje ją w ogrodzie ojca, a drugi – siedzącą przy pianinie. Do namalowania obrazu van Gogh użył płótna formatu 50 × 100 cm, zorientowanego pionowo. Format ten zapożyczył od Pierre'a Puvisa de Chavannes'a i wykorzystywał do malowania pejzaży (w sumie 12) podczas pobytu w Auvers. Dodatkowym powodem wyboru takiego formatu było jego podobieństwo do japońskich obrazów zwojowych typu kakemono, a także do formatu portretów kobiecych, używanego przez malarzy szkoły haskiej. O chęci namalowania portretu Marguerite wspomniał po raz pierwszy w liście do Theo z 3 czerwca 1890, natomiast w liście do siostry Willeminy z 5 czerwca 1890 napisał:

Parę dni temu namalowałem jego [doktora] portret i mam zamiar namalować też portret jego córki, która ma 19 lat.

## Opis

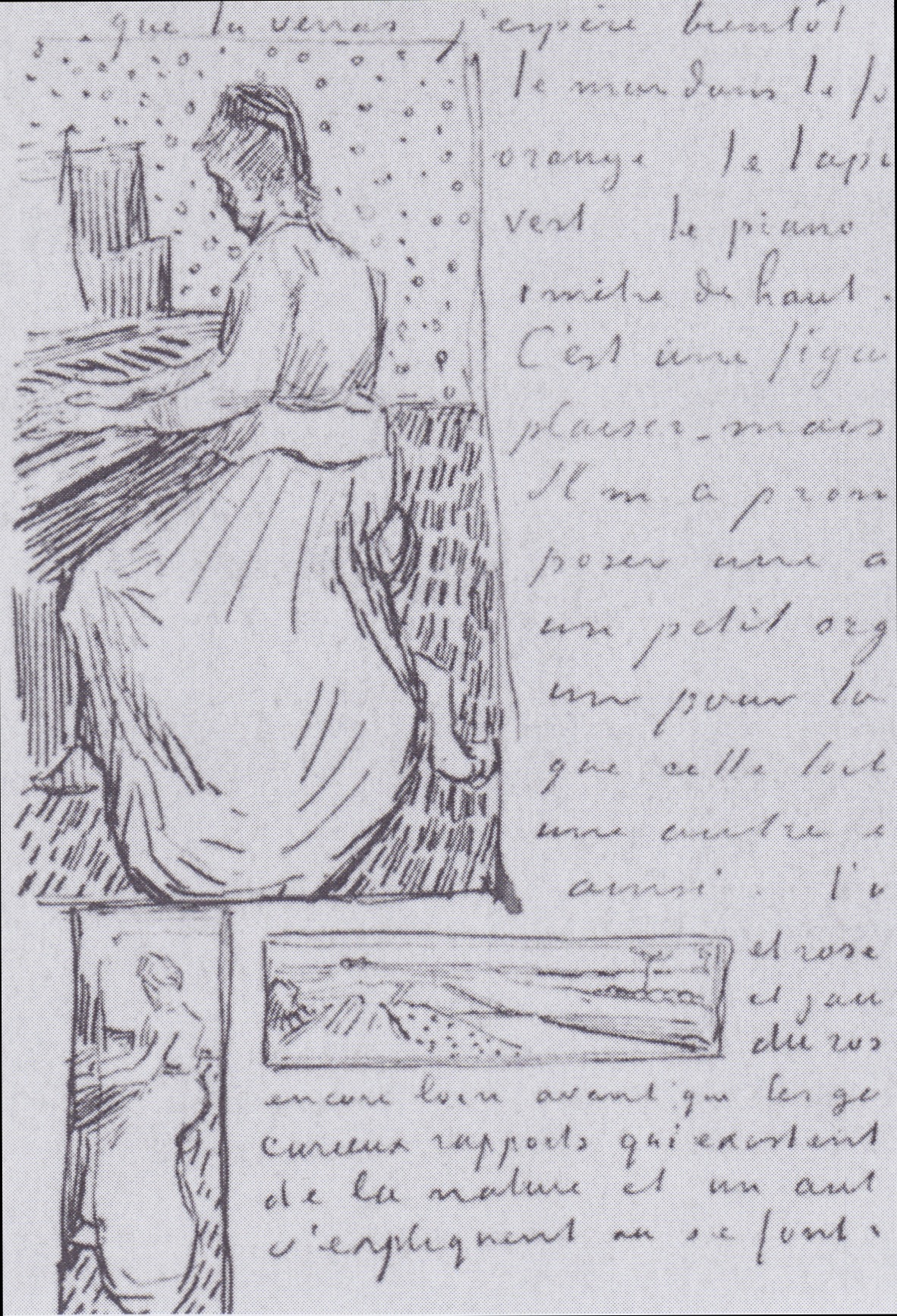
Szkic z listu

Wczoraj i przedwczoraj namalowałem portret panny Gachet, który, mam nadzieję, wkrótce zobaczysz – napisał Vincent w liście do Theo 28 czerwca, załączając odręczny szkic – suknia jest różowa, ściana w tle zielona, w pomarańczowe kropki, dywan czerwony, pianino ciemnofioletowe. Ma on [portret] 1 m wysokości i 50 [cm] szerokości. To postać, którą malowałem z przyjemnością, ale to jest trudne. Obiecała mi pozować jeszcze raz przy małych organach. Zrobię jeden dla Ciebie – zauważyłem, że płótno to wygląda bardzo dobrze z innym, poziomym, z polem pszenicy. Tak więc jedno płótno jest pionowe i różowe, drugie – bladozielone i zielono-żółte, dopełniające to różowe.

Obraz przedstawia Marguerite Gachet podczas jej ulubionego zajęcia, gry na pianinie. Jest on ożywiony dzięki połączeniu mocnych kolorów, kładzionych energicznymi pociągnięciami pędzla. Twarz modelki artysta ukazał tylko w niewielkim stopniu, zaakcentował natomiast przy pomocy ożywionych kolorów jej suknię i wirujące wokół głowy kropki, stanowiące element tła namalowanego techniką puentylizmu, przy zastosowaniu efektu światłocienia. Namalowana mocnymi kreskami podłoga sprawia, że przestrzeń obrazu wydaje się płaska i przyciągnięta do przodu. Użyte po raz kolejny kropki w tle, charakterystyczne dla sztuki japońskiej, stanowiły dla Vincenta wspomnienie z Prowansji, z dni spędzonych w „Żółtym Domu”.